# Řecko na Letních olympijských hrách 1904
Řecko se účastnilo Letní olympiády 1904 v americkém Saint Louis. Zastupovalo ho 14 mužů ve 3 sportech.

## Medailisté
| Medaile | Jméno               | Sport    | Soutěž          |
| ------- | ------------------- | -------- | --------------- |
| Zlato   | Perikles Kakousis   | Vzpírání | Muži obouruč    |
| Bronz   | Nikolaos Georgantas | Atletika | Muži hod diskem |